# بلتن (محافظة)
بيلتين هي واحدة من ثلاث محافظات في إقليم وادي فيرا، من تشاد. عاصمتها بيلتين.

## التقسيمات
محافظة بيلتين تنقسم إلى 4 محافظات فرعية :
- بيلتين
- أم زور
- أردا
- ماتا